# Țifu
Țifu – wieś w Rumunii, w okręgu Vaslui, w gminie Banca. W 2011 roku liczyła 421 mieszkańców.